# Карл (ураган, 2010)
Ураган Карл (англ. Hurricane Karl) — найбільш руйнівний тропічний циклон з будь-коли зареєстрованих, вразив мексиканський штат Веракрус. Одинадцятий тропічний шторм, шостий ураган і п'ятий і останній сильний ураган сезону ураганів 2010 року в Атлантичному океані.
Карл сформувався з області низького тиску біля північного узбережжя Венесуели 11 вересня 2010 року. Він перейшов Карибський басейн і зміцнився до тропічного шторму 14 вересня 2010 року. Циклон обрушився на мексиканський півострів Ютакан, і швидко зміцнився в затоці Кампече, перед тим, як вийшов на сушу в великих містах Веракрус на центральному узбережжі мексиканської затоки, у виду  урагану 3 категорії. Це стало першим відомим випадком  утворення сильного  урагану в затоці Кампече. Після цього шторм швидко послаб над горами Мексики і розсіявся 18 вересня.
Станом на 23 вересня 2010 загинуло 22 людини, більшість з яких перебували в штаті Веракрус. Застраховані збитки від шторму оцінювався в 206 мільйонів доларів США за станом на січень 2011 року [1], в той час як загальний збиток склав приблизно 3,9 мільярди доларів США. Ураган Стен (2005)

## Зона впливу

### Півострів Ютакан
Коли Карл вдарив по узбережжю Кінтана-Роо, сильні опади до 157 мм в деяких районах, привели до затоплення. У розпал шторму в цілому 54 265 жителів залишилися без електрики, але для більшості з них подача електроенергії була відновлена протягом дня. Близько 600 будинків в Четумаль постраждали від повені висотою до 1,5 метрів, що змусило сотні жителів евакуюватися. За повідомленнями, сильні вітри повалили кілька дерев в Бакалар.
Муніципалітети Отон-Бланко, Феліпе-Каррільо Пуерто і Хосе-Марія-Морелос повідомили про значні втрати в сільському господарстві. За оцінками, було порушено в цілому 11 650 га врожаю, знищено 3477 га кукурудзи. Приблизно 7800 гектарів цукрового очерету вздовж берегів Ріо-Ондо були втрачені, що призвело до економічних втрат в розмірі 76 мільйонів мексиканських песо (6,23 мільйона доларів США). У Отон-Бланко було втрачено 477 гектарів перцю чилі халапеньо, в той час як плантації бананів, маніока і цитрусових в цьому районі зазнали значних пошкоджень від вітру. В цілому збитки дорогах, споруд та майна в муніципалітеті оцінювався в 120 мільйонів песо (9,9 мільйонів доларів США). Хоча повідомлень про  збитки не надходило, сильні вітри в Белізі пошкодили лінії електропередач і затопили водні суду уздовж кордону між Белізом і Мексикою. В глибині суші в Кампече максимальне накопичення опадів за 24 години склало не більше 24 мм, повідомлялося про незначні збитки. Шторм не залишив жертв на півострові, оскільки його вихід на сушу відбувся в малонаселеному районі.

### Мексиканська затока
В результаті одного з найбільш дощових сезонів в Мексиці, проливні дощі циклону Карл привели до катастрофічної повені, яке призвело до значних руйнувань в штаті Веракрус..
Найбільш сильні опади випали вздовж північної частини шляху шторму, з локальними рівнями опадів до 455 мм, зареєстрованими в Місантле. На суші вітри, викликані сильними ураганами, викорчували сотні тисяч дерев і викликали повсюдне відключення електроенергії, залишивши до 280 000 споживачів в темряві. Катастрофа торкнулася щонайменше 163 з 212 муніципалітетів штату, і через кілька днів після проходження урагану більше половини території залишалася затопленою. Це викликало найбільше переміщення населення в історії регіону; близько 150 000 жителів було евакуйовано в цілому в 423 штормових укриття по всьому штату. Ураган Карл забрав життя дванадцяти чоловік в штаті. В офіційному прес-релізі уряду 24 вересня 2010 року згадувалося ще про двох інших смертельні випадки внаслідок урагану. Крім загибелі людей, ураган Карл завдав серйозної шкоди. У муніципалітеті Котаксла рівень паводкових вод досяг висоти 12 метрів. Повінь затопила велику частину муніципалітету, а багато споруди виявилися в грязі. У деяких районах повінь було описано як «безпрецедентне». Збиток було завдано і муніципалітету Феліпе-Каррільо Пуерто; двоє людей пропали безвісти. Вплив на рослинність було особливо помітно в Бока-дель-Ріо, розташованому недалеко від гирла річки Джамапа, де вітром було повалено понад 400 000 дерев. В результаті засмічення гирла річки близько 30 000 чоловік змушені були евакуюватися з прилеглих районів. У штаті Пуебла двоє людей загинули в результаті зсуву. Третя жінка загинула в Табаско - вона потонула в своєму затопленому будинку. За різними оцінками в результаті урагану Карл близько 200 000 чоловік залишилися без електрики. В цілому в результаті урагану Карл загинуло 22 людини, а 11 пропали безвісти
. За оцінками, в Мексиці від бурі постраждали 15,8 мільйона чоловік. За попередніми оцінками, збиток від урагану Карл в Веракрусі склав 70 млрд мексиканських песо (5,6 млрд доларів США). В Пуебла втрати від шторму досягли 200 мільйонів песо (16 мільйонів доларів США). Остаточні оцінки економічних втрат по всій Мексиці склали 50 млрд песо (3,9 млрд доларів США), а страхові збитки - 2,5 млрд песо (200 млн доларів США).